# Драгоценная жемчужина
«Драгоценная жемчужина» (англ. Pearl of Great Price) — одна из священных книг (т. н. «образцовых трудов») Церкви Иисуса Христа Святых последних дней (мормонов).

## Состав
Книга представляет собой сочинение из пяти частей:
- «Избранное из Книги Моисея» — часть Книги Бытия в переводе Джозефа Смита (1830).
- «Книга Авраама» — перевод некоторых египетских папирусов, содержащих писания патриарха Авраама (1835)
- «Джозеф Смит — от Матфея» — выдержка из Евангелия от Матфея в переводе Джозефа Смита.
- «Джозеф Смит — История» — выдержки из официального свидетельства и истории Джозефа Смита, подготовленные им в 1838 году (опубликованы в 1842)
- «Символы веры Церкви Иисуса Христа Святых последних дней» — впервые изложены в открытом письме Джозефа Смита, адресованном редактору газеты «Chicago Democrat» Джону Уэнтворту (John Wentworth) и опубликованном в газете «Times and Seasons» за 1 марта 1842 года.